# 唐锡阳
唐锡阳（1930年1月30日—2022年11月3日），湖南汨罗人，著名环保作家。

## 家庭和早年经历
唐锡阳是湖南爱国商人唐敏政和夫人张玉珍之子，行三，有大哥唐飞霄、二哥唐惕阳、四弟唐松阳、五弟唐丙阳。唐锡阳的少年时代，正逢战乱，辗转求学，在包括长沙清华中学等学校就读，后于北京师范大学外语系俄语专业求学，并于1952年毕业。

## 被错划“右派”
毕业后，唐锡阳被分配到《北京日报》社，任编辑、记者。1957年，唐锡阳因为对市委的建言，被时任北京市委第二书记刘仁评价为“给市委提意见就是政治问题”，因而被错划为“右派”分子。因此，唐锡阳于1957年被开除党籍、撤销一切职务、工资降三级，被下放到鲁谷生产队劳动改造。同年，夫人郑兆南在《北京日报》社揭批右派刘宾雁大会前，因倚窗查看跳楼自杀的同事戚学义的尸体而被人告发，从《北京日报》社调动到北京市五十二中学（即“东方红长征中学”，现并入北京市广渠门中学）任语文教师。1966年，郑兆南被五十九中学的红卫兵殴打致死，这对唐锡阳产生了巨大的影响。
唐锡阳和郑兆南育有二女。

## 投身环保事业
1980年，唐锡阳被“落实政策”，重新获得工作的机会。他要求被分配到北京自然博物馆，并创建了《大自然》杂志，任主编。
1981年，唐锡阳在西双版纳认识时任外文出版社专家的马霞・玛尔柯斯（Marcia B. Marks），并于1986年与其结婚。
唐锡阳在杂志社工作期间，深入保护区一线，采写了很多报道，获得了包括全国第二届优秀科普作品奖（报告文学《又有五只朱鹮起飞了》）等奖励。唐锡阳将其1981年至1988年考察全国各地的自然保护区的报道和记录出版为《自然保护区探胜》一书，有多次再版，并在台湾、美国有出版。1988年6月，夫妻二人曾进行了一次历时7个月的环球旅行，考察了欧洲和美国的环保问题，受到了很多启发。1992年7月，他们又赴加拿大考察。考察后，唐锡阳写了《环球绿色行》。
在唐锡阳任职期间，《大自然》杂志产生了巨大的影响力，唐锡阳也结交了许多自然保护一线的工作者和有关专家学者。唐锡阳与自然之友等环境保护方面的民间非营利组织保持了密切的联系。
2001年，唐锡阳聘国家环保总局特聘环境使者。2007年，因为通过写作传播与推动中国的野生动物与栖息地保护，唐锡阳获得拉蒙·麦格塞塞奖。唐锡阳被称为中国第一代环保主义者。
唐锡阳对环境事业保持了终身的热情。2004年，他出版了《错错错 唐锡阳绿色沉思与百家评点》，邀请各界人士和普通读者对他的作品进行点评并结集发表。他曾在全国各地的学校等各种场合做讲座宣传环保，也参加了许多线下和线上的环保宣传活动，直至逝世。他晚年也通过视频载体进行多媒体创作，但只在小范围内流传。他生前仍一直在筹备写作新书。

## 创办和推广大学生绿色营
1995年，任职于云南省林业厅的奚志农了解到云南德钦县存在砍伐原始森林的现象，他联系了唐锡阳寻求帮助。唐锡阳于是致信时任国务院环境保护委员会主任的宋健同志，获得了宋健的热情回复。
为了保护德钦县的滇金丝猴栖息地和促进大学生的环境保护意识，唐锡阳和夫人马霞发起了首届大学生绿色营。马霞当时已身患食道癌，并于1996年7月25日绿色营出发当日去世。唐锡阳继承马霞遗志，带队开展了大学生绿色营在白马雪山自然保护区的各项活动。后来，唐锡阳不仅亲自参与了大学生绿色营的多届活动，也一直与绿色营及其相关组织保持密切联系。绿色营的历届参与者和组织者，不少成为环保领域和社会各界的知名人士，他们中很多人和唐锡阳保持联系或受到其影响。

## 作品
- 《自然保护区揽胜》，唐锡阳，新世界出版社，1987
- Living Treasures: An Odyssey through China's Extraordinary Nature Reserves（《自然保护区揽胜》英文版），唐锡阳，美国Bantam出版社，1987
- 《环球绿色行》，唐锡阳、马霞·马尔柯斯，漓江出版社，1993
- 《环球绿色行》，唐锡阳，内蒙古人民出版社，1997
- 《从世界屋脊到三江平原》，唐锡阳、沈孝辉，出版于中国香港，1999
- A Green World Tour（《环球绿色行》英文版），唐锡阳，新世界出版社，1999
- 《中国大陆自然保护区步道》（《自然保护区揽胜》台湾版），中国台湾猫头鹰出版社，2001
- 《错错错 唐锡阳绿色沉思与百家评点》，唐锡阳，沈阳出版社等，2004
- 《绿色营》，唐锡阳，湖北人民出版社，2007
- 《自然保护区探胜》，唐锡阳，湖北科学技术出版社，2021再版
- 蒙古文出版物《天鹅之歌》，信息不详
- 中国台湾出版物《珍禽异兽跟踪记》，信息不详